# Кологривов, Юрий Иванович
Юрий Иванович Кологривов (1680 или 1685 — 1754, Кусково) — денщик Петра I, дипломат, агент по найму мастеров и покупке художественных произведений в Европе для русского двора, архитектор.

## Биография
Юрий Иванович Кологривов происходил из московской боярской семьи, возводившей свой род к легендарному Ратше. Его отец, Иван Никифорович, и дядья были стольниками.
С юных лет Юрий Кологривов находился при царском дворе, был денщиком Петра I. В 1711 г. в числе петровских пенсионеров был послан учиться артиллерии и кораблестроению в Голландию, откуда отправился в Италию для изучения архитектуры. За несколько лет он выучил 3-4 иностранных языка (нидерландский, итальянский, французский и, возможно, немецкий). Уже в 1715 г. он подготовил программу обучения архитектурных учеников в Европе, по которой в 1716 году были посланы в Италию П. М. Еропкин, Т. Н. Усов, П. Колычев и Ф. Исаков. Тогда же он перевел с итальянского языка первую главу трактата Витрувия.
В 1716-1717 гг. Кологривов сопровождал Петра I в Голландии, где занимался закупками картин, книг, гравюр и инструментов для царя. Более 200 купленных им картин легли в основу первой петровской коллекции живописи в Петергофе. 2 января 1717 г. Кологривов вместе с царским лейб-медиком Эрскином приобрел в Амстердаме великолепные рисунки Марии Сибиллы Мериан с изображением насекомых — ныне гордость Российской Академии наук.
После Голландии Кологривов поехал по Европе (Париж, Лондон, Австрия, Ливорно, Рим, Венеция) как для приобретения произведений искусства, так и для того, чтобы позаботиться о прибывших из России на учёбу царских стипендиатах. В 1718—1719 гг. в Италии Кологривов курировал учеников архитектуры, во множестве покупал произведения искусства (напр. античные статуи для Летнего сада: старого раба и знаменитой «Венеры Таврической» (в настоящее время — обе в Эрмитаже), скульптурную группу Джулио Картари «Амур и Психея»). В 1718-1719 гг. в Риме, Генуе, Милане, Ливорно и Неаполе он купил более сотни скульптурных работ. В 1718 г. им был нанят в русскую службу архитектор Н. Микетти .
В 1719 г. Пётр предложил Кологривову вернуться в Петербург, но тот уклонялся, ссылаясь на болезни, а затем загадочно исчез на пути из Рима в Геную. Полагали, что он захвачен печально известным в ту эпоху пиратом Барбарези или просто скрылся. Возможно, Кологривов боялся вернуться в Россию, опасаясь обвинений в контактах с царевичем Алексеем.
В 1728 г. Кологривов объявился в Италии и письмом попросил у юного императора Петра II разрешения вернуться; в 1729 г. приехал в Москву, где начал служить в Монетной комиссии, одновременно занимаясь архитектурным проектированием.
С 1737 г. Кологривов фактически стал управляющим князя А. М. Черкасского и принял участие в строительстве его дома в усадьбе Останкино. В эти годы также занимался живописью.
После казни П. М. Еропкина в 1740 г. Кологривов получил назначение в Санкт-Петербургскую канцелярию от строений, но также был арестован по делу А. П. Волынского и освобожден только после смерти Анны Иоанновны.
После освобождения Кологривов вернулся к князю Черкасскому, а затем стал личным архитектором и художественным консультантом его зятя, графа П. Б. Шереметева. В 1740-е — начале 1750-х Ю. Кологривов занимался проектированием и строительством в московском и петербургском домах Шереметева, его подмосковных усадьбах Останкино и Кусково. При его участии сложилась планировка усадьбы Кусково, были построены Голландский и Итальянский домики, Воздушный театр, Грот, многочисленные деревянные павильоны. По его эскизам были исполнены некоторые статуи для парка.
Был похоронен на кладбище церкви Успения в Вешняках.

## Оценка деятельности
С. О. Андросов: «аристократ по происхождению, Кологривов был едва ли не единственным чисто художественным агентом Петра I. Его трудно считать архитектором-профессионалом, но успешная деятельность в Кусково показывает, что знаниями он превосходил обыкновенного дилетанта».